# Bruttia (cràter)
Bruttia és un cràter amb coordenades planetocèntriques de longitud 242.08 ° (E) i latitud 66.13 ° nord sobre la superfície de l'asteroide del cinturó principal (4) Vesta. Fa 20.68 km de diàmetre. El nom fa referència a Brúcia Crispina, consort de l'emperador Còmmmode, i va ser adoptat com a oficial per la UAI el 5 de febrer de 2014.